# アイナメ科
アイナメ科（学名：Hexagrammidae）は、カサゴ目に所属する魚類の分類群の一つ。アイナメ亜目を構成する唯一の科で、アイナメ・ホッケなど沿岸魚を中心に5亜科5属12種が記載される。

## 分布・生態
アイナメ科の魚類はすべて海水魚で、北太平洋に固有の分布を示す。温帯から寒帯域まで広範囲に分布し、北極海に生息する種類も知られている。生息水深は潮間帯から600mを超える深海にまで及ぶが、通常は沿岸から200m以浅の大陸棚にかけての範囲であることが多い。日本の近海からは、アイナメ属およびホッケ属の少なくとも7種が報告されている。ほとんどの種類が漁獲対象となり、食用魚として広く利用されている。
アイナメ類はその多くが岩礁や砂礫底の海底で生活する底生魚で、ホッケ属（ホッケ・キタノホッケ）のみ、中層での遊泳生活を送ることが知られている。食性は肉食性で、甲殻類・端脚類・多毛類や他の魚類・魚卵など、捕食対象となる餌生物は多様である。一部の種類は成長段階や性差によって著しい色彩変異を示し、生息地の違いや産卵周期に応じた変化も顕著である。
本科魚類の雌は粘着性の高い沈性卵を産み、雄は卵塊を孵化まで保護する習性がある。仔魚は表層での浮遊生活を経た後に海底に移行し、ごく限られた範囲での定住生活を送ることが多い。

## 形態
アイナメ科の仲間は左右に平たく側扁した、やや細長い体型をもつ。多くの種類は体長45cm未満だが、最大種のキバアイナメ（Ophiodon elongatus）は全長1.5mに達することもある。他のカサゴ目魚類に見られるような頭部のトゲや突起はもたず、両側の眼の直上に肉質の皮弁が1-2対存在する。側線は1本または5本で、浮き袋を欠く。よく発達した前鼻孔を両側に1対備える一方で、後鼻孔は退化的である。鱗はリングコッドのみ円鱗で、他の種ではすべて櫛鱗。
背鰭は1つで、16-28本の棘条と11-30本の軟条で構成される。腹鰭は1棘5軟条、臀鰭は0-4棘12-28軟条で、臀鰭の棘条は退化的であることが多い。顎と鋤骨に小さな歯を備え、口蓋骨の歯の有無はさまざま。鰓条骨は6-7本、椎骨は36-63個。

## 分類
アイナメ科にはNelson（2006）の体系において5亜科5属12種が認められている。Zaniolepis 属を独立の科として扱う見解もある。

### アイナメ亜科

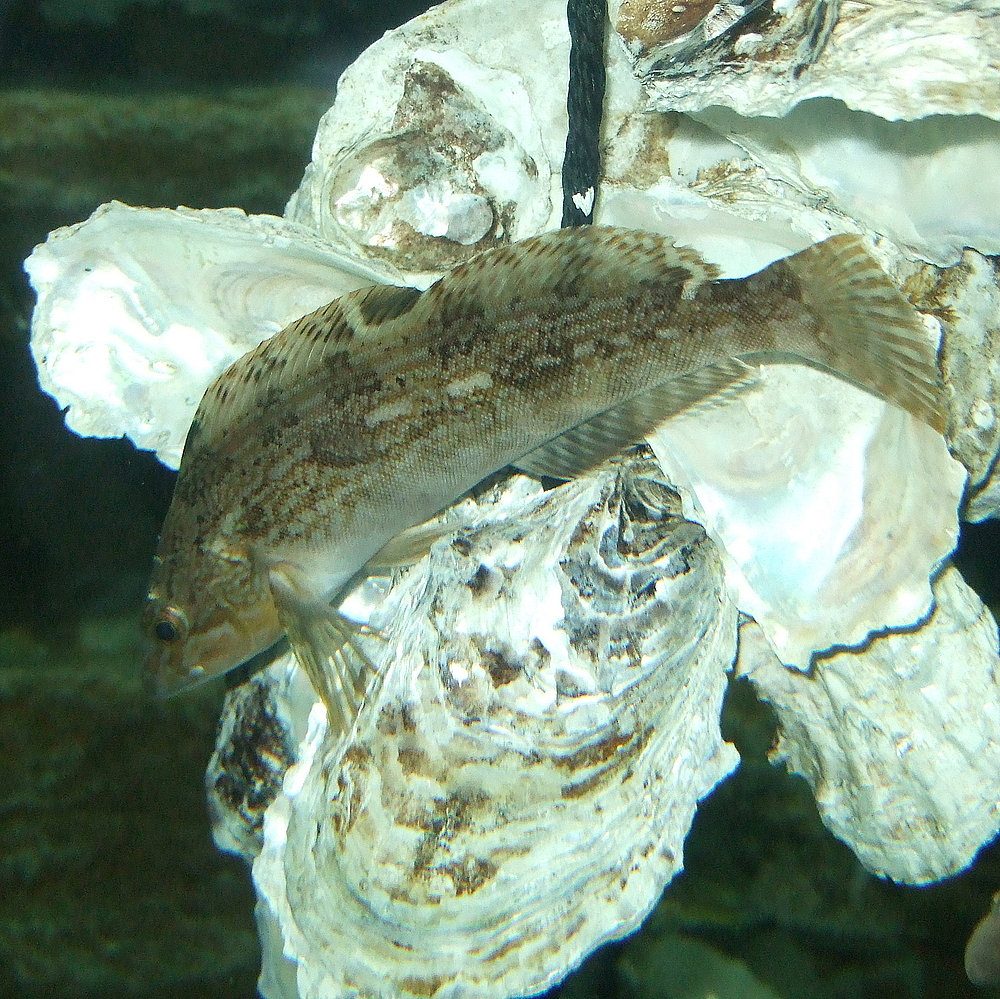
アイナメ Hexagrammos otakii （アイナメ属）。日本各地の沿岸で観察される普通種で、食用魚としての価値が高い

アイナメ亜科 Hexagramminae は1属6種を含み、南日本からメキシコ北部にかけての太平洋岸に分布する。頭部は鱗に覆われ、側線は1本あるいは5本。
背鰭のほぼ中央、棘条部と軟条部の境界に切れ込みをもつ。臀鰭の棘条を欠き、尾鰭後縁の形状は円形からやや陥凹形までさまざま。頭蓋骨に明瞭な突起をもたず、椎骨は47-57個。
- アイナメ属 Hexagrammos
  - アイナメ Hexagrammos otakii
  - ウサギアイナメ（英語版） Hexagrammos lagocephalus
  - エゾアイナメ（英語版） Hexagrammos stelleri
  - クジメ Hexagrammos agrammus
  - スジアイナメ Hexagrammos octogrammus
  - Hexagrammos decagrammus

### ホッケ亜科

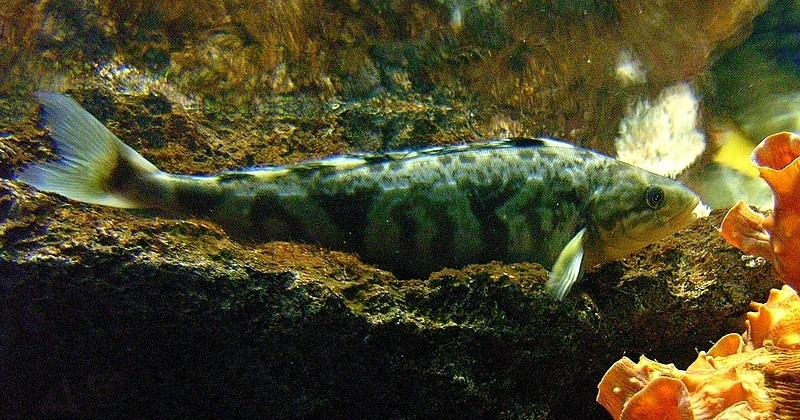
ホッケ Pleurogrammus azonus （ホッケ属）。日本では馴染みの深い食用魚の一つ。本科魚類としては例外的に、広い範囲を回遊する習性がある

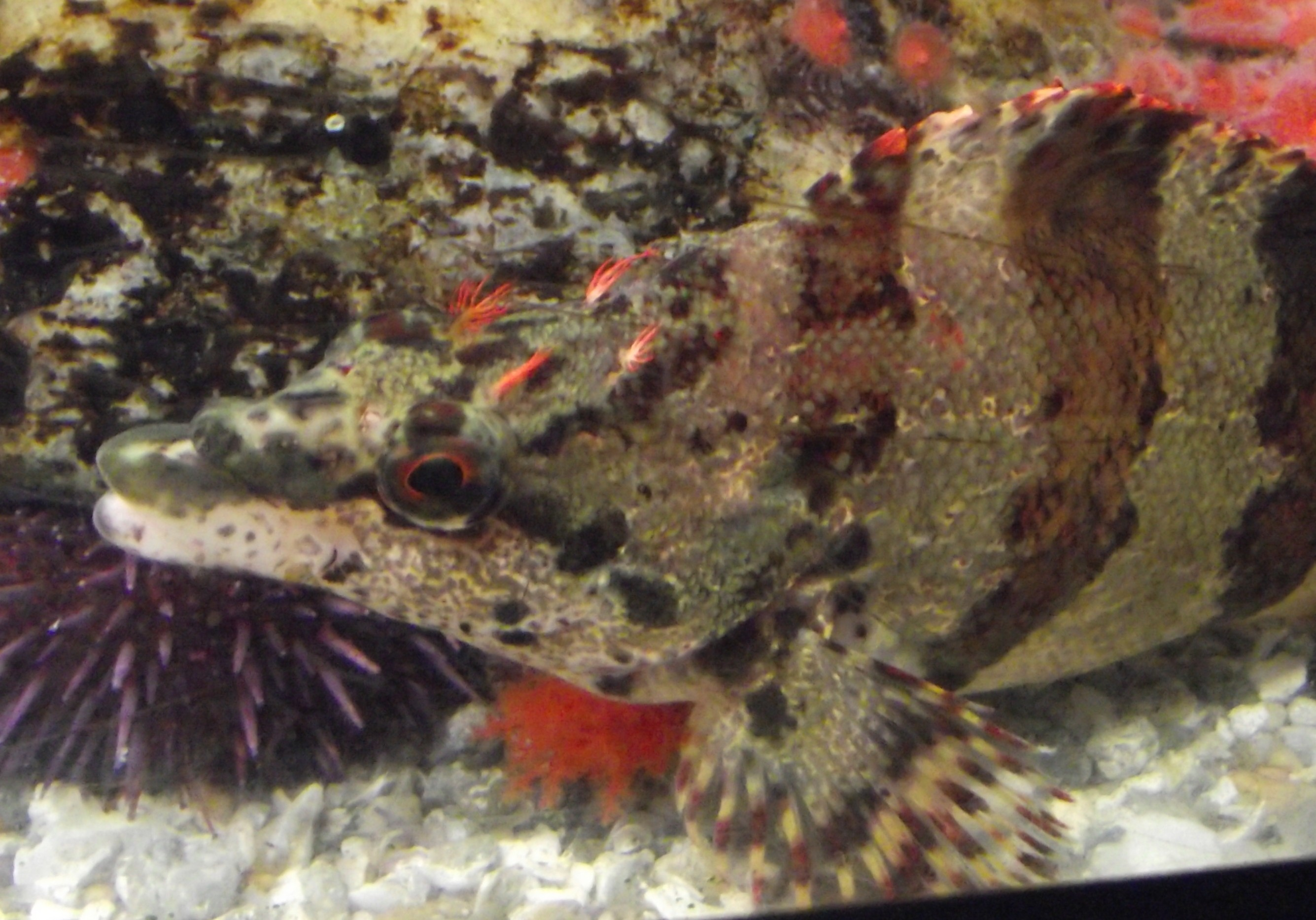
Oxylebius 属の1種（O. pictus）。本科魚類の特徴である、眼の上の皮弁が明瞭である

ホッケ亜科 Pleurogramminae は1属2種からなり、北日本からアラスカにかけての北太平洋に分布する。遊泳性が強く、特に未成魚はしばしば大規模な回遊を行う。頭部の鱗は部分的で、側線は5本。
背鰭に切れ込みをもたず、鰭条は21-24棘24-30軟条。臀鰭は棘条を欠き23-32軟条で、尾鰭は二股に分かれる。頭蓋骨によく発達した突起をもち、椎骨は59-62個。
- ホッケ属 Pleurogrammus
  - ホッケ Pleurogrammus azonus
  - キタノホッケ Pleurogrammus monopterygius

### Ophiodontinae 亜科
Ophiodontinae 亜科は1属1種で、キバアイナメのみが記載される。アラスカからメキシコ北部にかけての東部太平洋に分布する。頭部の鱗を欠き、側線は1本。牙のように鋭い歯を備えた大きな口をもち、他の魚類や甲殻類、イカ類を貪欲に捕食する。
背鰭に深い切れ込みをもち、24-28本の棘条部と20-24本の軟条部を分かつ。臀鰭は3本の未分枝鰭条と21-25軟条で構成され、尾鰭後縁は截形あるいは陥凹型。椎骨は57-59個。
- Ophiodon 属
  - キバアイナメ Ophiodon elongatus

### Oxylebiinae 亜科
Oxylebiinae 亜科は1属1種で、ブリティッシュコロンビア州（カナダ）からカリフォルニア州にかけての沿岸に生息する。頭部は鱗に覆われ、側線は1本。
背鰭の切れ込みは浅く、尾鰭後縁は円みを帯びる。臀鰭は3本の発達した棘条をもち、第2棘は特に長い。
- Oxylebius 属
  - Oxylebius pictus

### Zaniolepidinae 亜科

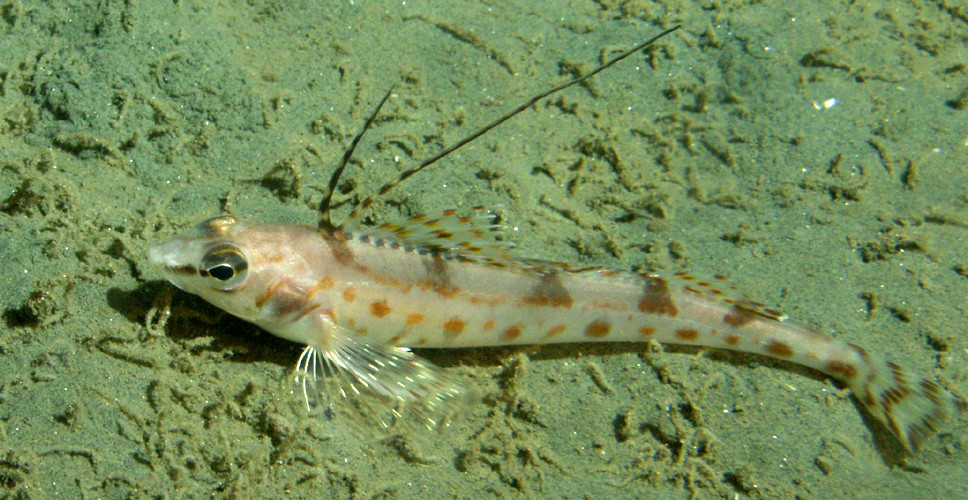
Zaniolepis 属の1種（Z. latipinnis）。本属の仲間は細長く伸びた背鰭鰭条を特徴とする

Zaniolepidinae 亜科には1属2種が記載され、Oxylebiinae 亜科と同様の分布域をもつ。側線は1本。
背鰭の切れ込みは深く後方に位置し、棘条のうち前方の3本（特に第2棘）は著しく伸長する。腹鰭の鰭条は、前方の2本が厚みを増す。
- Zaniolepis 属
  - Zaniolepis frenata
  - Zaniolepis latipinnis